# 莫尼蜆蝶屬
莫尼蜆蝶屬（學名：Monethe）是蜆蝶亞科蜆蝶族裡的一個屬。共有2個物種，分佈於新熱帶界。

## 物種
- 白暈莫尼蜆蝶 Monethe albertus
  - 露多莫尼蜆蝶 M. a. rudolphus
- 莫尼蜆蝶 Monethe alphonsus

## 腳註
1. ↑  Tree of Life Web Project. 2007. Monethe Westwood 1851. Version 05 May 2007 (temporary). http://tolweb.org/Monethe/104654/2007.05.05 in The Tree of Life Web Project, http://tolweb.org/ （页面存档备份，存于） （英文）

## 外部連結
- 维基共享资源上的相關多媒體資源：莫尼蜆蝶屬
- Monethe - funet.fi